# Тейбл-Рок (Небраска)
Тейбл-Рок (англ. Table Rock) — селище (англ. village) в США, в окрузі Поні штату Небраска. Населення — 233 особи (2020).

## Географія
Тейбл-Рок розташований за координатами 40°10′42″ пн. ш. 96°5′19″ зх. д. / 40.17833° пн. ш. 96.08861° зх. д. (40.178280, -96.088716).  За даними Бюро перепису населення США в 2010 році селище мало площу 1,52 км², уся площа — суходіл.

## Демографія
Згідно з переписом 2010 року, у селищі мешкало 269 осіб у 133 домогосподарствах у складі 70 родин. Густота населення становила 177 осіб/км².  Було 167 помешкань (110/км²).
Расовий склад населення:
| - 97,8 % — білих - 1,5 % — чорних або афроамериканців |

До двох чи більше рас належало 0,7 %. Частка іспаномовних становила 1,9 % від усіх жителів.
За віковим діапазоном населення розподілялося таким чином: 23,4 % — особи молодші 18 років, 52,1 % — особи у віці 18—64 років, 24,5 % — особи у віці 65 років та старші. Медіана віку мешканця становила 46,3 року. На 100 осіб жіночої статі у селищі припадало 96,4 чоловіків;  на 100 жінок у віці від 18 років та старших — 96,2 чоловіків також старших 18 років.
Середній дохід на одне домашнє господарство  становив 45 174 долари США (медіана — 29 583), а середній дохід на одну сім'ю — 59 328 доларів (медіана — 49 583). За межею бідності перебувало 21,3 % осіб, у тому числі 44,1 % дітей у віці до 18 років та 11,1 % осіб у віці 65 років та старших.
Цивільне працевлаштоване населення становило 139 осіб. Основні галузі зайнятості: освіта, охорона здоров'я та соціальна допомога — 21,6 %, публічна адміністрація — 19,4 %, виробництво — 12,9 %, роздрібна торгівля — 7,9 %.